# Saint-Dizier-les-Domaines
 Saint-Dizier-les-Domaines  es una localidad y comuna de Francia, en la región de Lemosín, departamento de Creuse, en el distrito de Guéret y cantón de Châtelus-Malvaleix.
Su población en el censo de 1999 era de 199 habitantes.
Está integrada en la Communauté de communes de la Petite Creuse.

## Demografía
| 267 | 325 | 297 | 242 | 215 | 199 |
| Para los censos de 1962 a 1999 la población legal corresponde a la población sin duplicidades (Fuente: INSEE [Consultar]) |     |     |     |     |     |